# Lista över fornlämningar i Vaxholms kommun
Lista över fornlämningar i Vaxholms kommun är en förteckning av ett urval av de fornlämningar som finns i Vaxholms kommun.

## Vaxholm
| Namn         | Lämningstyp      | Tillkomsttid | Historisk indelning | Plats | Läge                 | ID-nr          | Bild                                 |
| ------------ | ---------------- | ------------ | ------------------- | ----- | -------------------- | -------------- | ------------------------------------ |
| Vaxholm 1:1  | Stensättning     |              | Vaxholm, Uppland    |       | 59.396146, 18.409975 | 10010900010001 | Ladda upp en bild av detta fornminne |
| Vaxholm 1:2  | Stensättning     |              | Vaxholm, Uppland    |       | 59.396138, 18.409393 | 10010900010002 | Ladda upp en bild av detta fornminne |
| Vaxholm 2:1  | Gravfält         |              | Vaxholm, Uppland    |       | 59.395624, 18.408534 | 10010900020001 | Ladda upp en bild av detta fornminne |
| Vaxholm 3:1  | Stensättning     |              | Vaxholm, Uppland    |       | 59.395866, 18.411647 | 10010900030001 | Ladda upp en bild av detta fornminne |
| Vaxholm 4:1  | Stensättning     |              | Vaxholm, Uppland    |       | 59.396066, 18.413104 | 10010900040001 | Ladda upp en bild av detta fornminne |
| Vaxholm 9:1  | Röse             |              | Vaxholm, Uppland    |       | 59.406895, 18.413344 | 10010900090001 | Ladda upp en bild av detta fornminne |
| Vaxholm 10:1 | Gravfält         |              | Vaxholm, Uppland    |       | 59.407320, 18.411553 | 10010900100001 | Ladda upp en bild av detta fornminne |
| Vaxholm 16:1 | Begravningsplats |              | Vaxholm, Uppland    |       | 59.406460, 18.338881 | 10010900160001 | Ladda upp en bild av detta fornminne |
| Vaxholm 29   | Spärranordning   |              | Vaxholm, Uppland    |       | 59.403489, 18.362757 | 18000000070552 | Ladda upp en bild av detta fornminne |

## Österåker
| Namn            | Lämningstyp  | Tillkomsttid | Historisk indelning | Plats | Läge                 | ID-nr          | Bild                                 |
| --------------- | ------------ | ------------ | ------------------- | ----- | -------------------- | -------------- | ------------------------------------ |
| Österåker 44:1  | Gravfält     |              | Österåker, Uppland  |       | 59.433222, 18.311541 | 10012500440001 | Ladda upp en bild av detta fornminne |
| Österåker 47:1  | Stensättning |              | Österåker, Uppland  |       | 59.420553, 18.312767 | 10012500470001 | Ladda upp en bild av detta fornminne |
| Österåker 47:2  | Stensättning |              | Österåker, Uppland  |       | 59.420504, 18.312926 | 10012500470002 | Ladda upp en bild av detta fornminne |
| Österåker 281:1 | Stensättning |              | Österåker, Uppland  |       | 59.417684, 18.370562 | 10012502810001 | Ladda upp en bild av detta fornminne |

## Östra Ryd
| Namn                       | Lämningstyp                 | Tillkomsttid | Historisk indelning | Plats | Läge                 | ID-nr          | Bild                                      |
| -------------------------- | --------------------------- | ------------ | ------------------- | ----- | -------------------- | -------------- | ----------------------------------------- |
| Östra Ryd 1:1              | Gravfält                    |              | Östra Ryd, Uppland  |       | 59.394301, 18.291849 | 10012600010001 | Ladda upp en bild av detta fornminne      |
| Östra Ryd 2:1              | Stensättning                |              | Östra Ryd, Uppland  |       | 59.394502, 18.294176 | 10012600020001 | Ladda upp en bild av detta fornminne      |
| Östra Ryd 2:2              | Stensättning                |              | Östra Ryd, Uppland  |       | 59.394374, 18.294203 | 10012600020002 | Ladda upp en bild av detta fornminne      |
| Östra Ryd 3:1              | Stensättning                |              | Östra Ryd, Uppland  |       | 59.392034, 18.293942 | 10012600030001 | Ladda upp en bild av detta fornminne      |
| Östra Ryd 4:1              | Stensättning                |              | Östra Ryd, Uppland  |       | 59.390450, 18.292773 | 10012600040001 | Ladda upp en bild av detta fornminne      |
| Östra Ryd 5:1              | Gravfält                    |              | Östra Ryd, Uppland  |       | 59.389953, 18.291981 | 10012600050001 | Ladda upp en bild av detta fornminne      |
| Östra Ryd 6:1              | Gravfält                    |              | Östra Ryd, Uppland  |       | 59.388915, 18.291181 | 10012600060001 | Ladda upp en bild av detta fornminne      |
| Östra Ryd 7:1              | Minnesmärke                 |              | Östra Ryd, Uppland  |       | 59.393049, 18.284790 | 10012600070001 | Ladda upp en bild av detta fornminne      |
| U 171 (Östra Ryd 13:1)     | Runristning                 |              | Östra Ryd, Uppland  |       | 59.404104, 18.225680 | 10012600130001 | Ladda upp en till bild av detta fornminne |
| Östra Ryd 14:1             | Hög                         |              | Östra Ryd, Uppland  |       | 59.405743, 18.230716 | 10012600140001 | Ladda upp en bild av detta fornminne      |
| Östra Ryd 16:1             | Gravfält                    |              | Östra Ryd, Uppland  |       | 59.408153, 18.233391 | 10012600160001 | Ladda upp en bild av detta fornminne      |
| Östra Ryd 17:1             | Stensättning                |              | Östra Ryd, Uppland  |       | 59.408555, 18.233247 | 10012600170001 | Ladda upp en bild av detta fornminne      |
| Östra Ryd 18:1             | Gravfält                    |              | Östra Ryd, Uppland  |       | 59.408193, 18.228691 | 10012600180001 | Ladda upp en bild av detta fornminne      |
| Östra Ryd 19:1             | Stensättning                |              | Östra Ryd, Uppland  |       | 59.409887, 18.224859 | 10012600190001 | Ladda upp en bild av detta fornminne      |
| Östra Ryd 20:1             | Stensättning                |              | Östra Ryd, Uppland  |       | 59.408958, 18.225449 | 10012600200001 | Ladda upp en bild av detta fornminne      |
| Östra Ryd 20:2             | Stensättning                |              | Östra Ryd, Uppland  |       | 59.408942, 18.225261 | 10012600200002 | Ladda upp en bild av detta fornminne      |
| Östra Ryd 21:1             | Gravfält                    |              | Östra Ryd, Uppland  |       | 59.405193, 18.222327 | 10012600210001 | Ladda upp en bild av detta fornminne      |
| Östra Ryd 22:1             | Gravfält                    |              | Östra Ryd, Uppland  |       | 59.409835, 18.235659 | 10012600220001 | Ladda upp en bild av detta fornminne      |
| Östra Ryd 23:1             | Gravfält                    |              | Östra Ryd, Uppland  |       | 59.411934, 18.230390 | 10012600230001 | Ladda upp en bild av detta fornminne      |
| Östra Ryd 24:1             | Stensättning                |              | Östra Ryd, Uppland  |       | 59.431097, 18.230590 | 10012600240001 | Ladda upp en bild av detta fornminne      |
| Östra Ryd 24:2             | Stensättning                |              | Östra Ryd, Uppland  |       | 59.431159, 18.230270 | 10012600240002 | Ladda upp en bild av detta fornminne      |
| Östra Ryd 25:1             | Gravfält                    |              | Östra Ryd, Uppland  |       | 59.388812, 18.239009 | 10012600250001 | Ladda upp en bild av detta fornminne      |
| Östra Ryd 26:1             | Gravfält                    |              | Östra Ryd, Uppland  |       | 59.391727, 18.238607 | 10012600260001 | Ladda upp en bild av detta fornminne      |
| Östra Ryd 27:1             | Grav markerad av sten/block |              | Östra Ryd, Uppland  |       | 59.393364, 18.239868 | 10012600270001 | Ladda upp en bild av detta fornminne      |
| Östra Ryd 27:2             | Grav markerad av sten/block |              | Östra Ryd, Uppland  |       | 59.393331, 18.239640 | 10012600270002 | Ladda upp en bild av detta fornminne      |
| Östra Ryd 28:1             | Gravfält                    |              | Östra Ryd, Uppland  |       | 59.403092, 18.177793 | 10012600280001 | Ladda upp en bild av detta fornminne      |
| Östra Ryd 29:1             | Gravfält                    |              | Östra Ryd, Uppland  |       | 59.403856, 18.172145 | 10012600290001 | Ladda upp en bild av detta fornminne      |
| Östra Ryd 30:1             | Röse                        |              | Östra Ryd, Uppland  |       | 59.414544, 18.201874 | 10012600300001 | Ladda upp en bild av detta fornminne      |
| Östra Ryd 76:1             | Gravfält                    |              | Östra Ryd, Uppland  |       | 59.389916, 18.289824 | 10012600760001 | Ladda upp en bild av detta fornminne      |
| Östra Ryd 77:1             | Gravfält                    |              | Östra Ryd, Uppland  |       | 59.390679, 18.288830 | 10012600770001 | Ladda upp en bild av detta fornminne      |
| Östra Ryd 80:1             | Röse                        |              | Östra Ryd, Uppland  |       | 59.428186, 18.274165 | 10012600800001 | Ladda upp en bild av detta fornminne      |
| Östra Ryd 150:1            | Stensättning                |              | Östra Ryd, Uppland  |       | 59.402328, 18.228028 | 10012601500001 | Ladda upp en bild av detta fornminne      |
| Östra Ryd 162:1            | Stensättning                |              | Östra Ryd, Uppland  |       | 59.401343, 18.180486 | 10012601620001 | Ladda upp en bild av detta fornminne      |
| Östra Ryd 163:1            | Stensättning                |              | Östra Ryd, Uppland  |       | 59.400594, 18.181641 | 10012601630001 | Ladda upp en bild av detta fornminne      |
| Östra Ryd 164:1            | Stensättning                |              | Östra Ryd, Uppland  |       | 59.404558, 18.172334 | 10012601640001 | Ladda upp en bild av detta fornminne      |
| Östra Ryd 169:1            | Minnesmärke                 |              | Östra Ryd, Uppland  |       | 59.391519, 18.293685 | 10012601690001 | Ladda upp en bild av detta fornminne      |
| Östra Ryd 174:1            | Gravfält                    |              | Östra Ryd, Uppland  |       | 59.389594, 18.247607 | 10012601740001 | Ladda upp en bild av detta fornminne      |
| Östra Ryd 175:1            | Stensättning                |              | Östra Ryd, Uppland  |       | 59.390955, 18.252798 | 10012601750001 | Ladda upp en bild av detta fornminne      |
| Östra Ryd 177:1            | Stensättning                |              | Östra Ryd, Uppland  |       | 59.392136, 18.260248 | 10012601770001 | Ladda upp en bild av detta fornminne      |
| Östra Ryd 178:1            | Stensättning                |              | Östra Ryd, Uppland  |       | 59.391293, 18.265221 | 10012601780001 | Ladda upp en bild av detta fornminne      |
| Östra Ryd 179:1            | Gravfält                    |              | Östra Ryd, Uppland  |       | 59.390556, 18.262967 | 10012601790001 | Ladda upp en bild av detta fornminne      |
| Östra Ryd 183:1            | Stensättning                |              | Östra Ryd, Uppland  |       | 59.393123, 18.268886 | 10012601830001 | Ladda upp en bild av detta fornminne      |
| Skogsta (Östra Ryd 193:1)  | Lägenhetsbebyggelse         |              | Östra Ryd, Uppland  |       | 59.419360, 18.184500 | 10012601930001 | Ladda upp en bild av detta fornminne      |
| Östra Ryd 245              | Stensättning                |              | Östra Ryd, Uppland  |       | 59.404597, 18.202625 | 12000000072641 | Ladda upp en bild av detta fornminne      |
| Östra Ryd 270              | Stensättning                |              | Östra Ryd, Uppland  |       | 59.423125, 18.277714 | 12000000111373 | Ladda upp en bild av detta fornminne      |
| Östra Ryd 274              | Husgrund, historisk tid     |              | Östra Ryd, Uppland  |       | 59.397639, 18.322907 | 12000000114263 | Ladda upp en bild av detta fornminne      |
| Östra Ryd 275              | Stensättning                |              | Östra Ryd, Uppland  |       | 59.402783, 18.256695 | 12000000114264 | Ladda upp en bild av detta fornminne      |
| Tenö krog (Östra Ryd 276)  | Husgrund, historisk tid     |              | Östra Ryd, Uppland  |       | 59.390072, 18.337515 | 12000000114265 | Ladda upp en bild av detta fornminne      |
| Damstatorp (Östra Ryd 279) | Lägenhetsbebyggelse         |              | Östra Ryd, Uppland  |       | 59.411839, 18.272641 | 12000000114268 | Ladda upp en bild av detta fornminne      |
| Montebello (Östra Ryd 283) | Lägenhetsbebyggelse         |              | Östra Ryd, Uppland  |       | 59.396540, 18.327093 | 12000000114272 | Ladda upp en bild av detta fornminne      |
| Östra Ryd 284              | Lägenhetsbebyggelse         |              | Östra Ryd, Uppland  |       | 59.408018, 18.272845 | 12000000114273 | Ladda upp en bild av detta fornminne      |
| Östra Ryd 288              | Fästning/skans              |              | Östra Ryd, Uppland  |       | 59.397853, 18.321578 | 12000000114277 | Ladda upp en bild av detta fornminne      |
| Östra Ryd 289              | Stensättning                |              | Östra Ryd, Uppland  |       | 59.427681, 18.221747 | 12000000116188 | Ladda upp en bild av detta fornminne      |
| Östra Ryd 292              | Stensättning                |              | Östra Ryd, Uppland  |       | 59.427498, 18.223122 | 12000000116191 | Ladda upp en bild av detta fornminne      |